# اردک دریاچه
اردک دریاچه (نام علمی: Oxyura vittata) نام یک گونه از سرده اردک افراشته‌دم است.